# Friendsville (Maryland)
Friendsville es un pueblo ubicado en el condado de Garrett, Maryland, Estados Unidos. Según el censo de 2020, tiene una población de 438 habitantes.

## Geografía
La localidad está ubicada en las coordenadas 39°39′45″N 79°24′16″O / 39.66250, -79.40444.

## Demografía
Según la Oficina del Censo, en 2000 los ingresos medios de los hogares de la localidad eran de $24.286 y los ingresos medios de las familias eran de $28.750. Los hombres tenían unos ingresos medios de $26.591 frente a $15.000 para las mujeres. Los ingresos per cápita de la localidad eran de $13.292. Alrededor del 24,0% de la población estaba por debajo del umbral de pobreza.
De acuerdo con la estimación 2016-2020 de la Oficina del Censo, los ingresos medios de los hogares de la localidad son de $38.026 y los ingresos medios de las familias eran de $39.219. Alrededor del 14,0% de la población está por debajo del umbral de pobreza.